# Primera División 1986-1987 (Argentina)
La Primera División 1986-1987 è stata la 57ª edizione della massima divisione del campionato argentino di calcio. Si è concluso con la vittoria del Rosario Central, al suo quarto titolo, che prevalse per un solo punto sugli acerrimi rivali del Newell's Old Boys.

## Classifica
|  | Pos. | Squadra             | Pt | G  | V  | N  | P  | GF | GS | DR  |
|  | ---- | ------------------- | -- | -- | -- | -- | -- | -- | -- | --- |
|  | 1.   | Rosario Central     | 49 | 38 | 17 | 15 | 6  | 64 | 45 | 19  |
|  | 2.   | Newell's Old Boys   | 48 | 38 | 19 | 10 | 9  | 57 | 38 | 19  |
|  | 3.   | Independiente       | 47 | 38 | 17 | 13 | 8  | 70 | 47 | 23  |
|  | 4.   | Boca Juniors        | 46 | 38 | 18 | 10 | 10 | 62 | 49 | 13  |
|  | 5.   | Racing Club         | 44 | 38 | 16 | 12 | 10 | 50 | 41 | 9   |
|  | 6.   | Ferro Carril Oeste  | 44 | 38 | 13 | 18 | 7  | 40 | 32 | 8   |
|  | 7.   | San Lorenzo         | 44 | 38 | 15 | 14 | 9  | 45 | 38 | 7   |
|  | 8.   | Central Córdoba (R) | 41 | 38 | 13 | 15 | 10 | 54 | 46 | 8   |
|  | 9.   | Vélez Sarsfield     | 41 | 38 | 15 | 11 | 12 | 50 | 43 | 7   |
|  | 10.  | River Plate         | 39 | 38 | 13 | 13 | 12 | 54 | 49 | 5   |
|  | 11.  | Talleres (C)        | 38 | 38 | 11 | 16 | 11 | 45 | 61 | -16 |
|  | 12.  | Estudiantes (LP)    | 37 | 38 | 10 | 17 | 11 | 40 | 45 | -5  |
|  | 13.  | Gimnasia (LP)       | 37 | 38 | 12 | 13 | 13 | 33 | 41 | -8  |
|  | 14.  | Dep. Español        | 36 | 38 | 12 | 12 | 14 | 29 | 31 | -2  |
|  | 15.  | Racing (C)          | 33 | 38 | 8  | 17 | 13 | 43 | 56 | -13 |
|  | 16.  | Unión (SF)          | 31 | 38 | 6  | 19 | 13 | 30 | 38 | -8  |
|  | 17.  | Argentinos Juniors  | 28 | 38 | 5  | 18 | 15 | 45 | 47 | -2  |
|  | 18.  | Temperley           | 27 | 38 | 7  | 13 | 18 | 28 | 48 | -20 |
|  | 19.  | Platense            | 27 | 38 | 6  | 15 | 17 | 40 | 63 | -23 |
|  | 20.  | Deportivo Italiano  | 23 | 38 | 6  | 11 | 21 | 29 | 59 | -30 |

### Retrocessioni
- Il Deportivo Italiano fu retrocesso direttamente per la peggior media-punti (0.600).
- Il Temperley fu retrocesso dopo la sconfitta per 2-0 patita dal Platense nel playoff retrocessione.

## Statistiche

### Marcatori
| Gol |  |  | Giocatore      | Squadra         |
| --- |  |  | -------------- | --------------- |
| 20  |  |  | Omar Palma     | Rosario Central |
| 19  |  |  | Jorge Comas    | Boca Juniors    |
| 18  |  |  | Franco Navarro | Independiente   |